# Igana
Igana è un arrondissement del Benin situato nella città di Pobè (dipartimento dell'Altopiano) con 9.907 abitanti (dato 2006).